# Hurtières
Hurtières är en kommun i departementet Isère i regionen Auvergne-Rhône-Alpes i sydöstra Frankrike. Kommunen ligger i kantonen Goncelin som tillhör arrondissementet Grenoble. År 2022 hade Hurtières 220 invånare.

## Befolkningsutveckling
Antalet invånare i kommunen Hurtières
Referens:INSEE